# Anamnese (Soziale Arbeit)
Anamnese bedeutet im sozialarbeiterischen Zusammenhang, die strukturierte Exploration und Dokumentation der relevanten Sachverhalte und ihrer Vorgeschichte in der Anfangsphase des Kontakts.

## Begrifflichkeit
Im Unterschied zum medizinischen Verständnis von Anamnese ist der Begriff und die Methode in der Sozialen Arbeit uneinheitlich und umstritten. Zudem existieren ähnliche Begrifflichkeiten, die sich thematisch überschneiden, z. B. Soziale Diagnostik, Assessment oder Profiling, sowie Fallanalyse, Sozialpädagogische Diagnose oder Situationsanalyse.

## Definition und Kritik
Im Zuge der Professionalisierung der Sozialen Arbeit Anfang des 20. Jahrhunderts wurden verschiedene Methoden aus der Medizin und der Psychoanalyse übernommen. In einer klassischen Sichtweise der Sozialen Arbeit werden daher die drei Schritte voneinander unterschieden: Anamnese, Diagnose und Intervention. Anamnese bedeutet im Wesentlichen der Einstieg der Sozialarbeiter in den Hilfeprozess mit den Klienten und ist daher die Grundlage für Diagnose, (Nicht-)Intervention, Prognose und Evaluation.
Die Kritik am Anamnesebegriff in der Sozialen Arbeit umfasst die unklare Unterscheidung zwischen Anamnese und Diagnose, die kritiklose Übernahme aus den Professionen Medizin und Psychotherapie, sowie die Einengung auf Teilbereiche.
Der Paradigmenwechsel in der Sozialen Arbeit – von der defizitorientierten Perspektive zum ressourcenorientierten Ansatz – führte dazu, dass der Anamnesebegriff an Bedeutung verloren hat.